# Astrogymnotes thomasinae
Astrogymnotes thomasinae är en ormstjärneart som beskrevs av Baker et al. 200. Astrogymnotes thomasinae ingår i släktet Astrogymnotes och familjen skinnormstjärnor. Inga underarter finns listade i Catalogue of Life.